# Dodecano
El dodecano (también conocido como dihexyl, bihexyl, adakano 12 o duodecano) es un líquido alcano hidrocarburo con fórmula química CH3(CH2)10CH3, un líquido oleoso de la serie parafina. Tiene 355 isómeros.
Se utiliza como solvente, destilación perseguidor, y centelleador componente. Se usa como diluyente para tributilfosfato (TBP) en plantas de reprocesamiento.

## Reacción de combustión
La reacción de combustión del dodecano es la siguiente:
C12H26(l) + 18.5 O2(g) → 12 CO2(g) + 13 H2O(g)
ΔH° = −7513 kJ
Un litro de combustible necesita aproximadamente 15 kg de aire para quemar, y genera 2.3 kg (o 1.2 m  3 ) de CO2  al momento de la combustión completa.

## Combustible de reserva
En los últimos años, n-dodecano: el dodecano ha captado la atención como un posible sustituto para los combustibles a base de queroseno como el Jet-A, el S-8 y otros combustibles convencionales de aviación. Se considera un sustituto de combustible de segunda generación diseñado para emular la velocidad de la llama laminar, suplantando en gran medida a n-decano, principalmente debido a su mayor masa molecular y menor relación de hidrógeno a carbono que mejor reflejan el n-alcano - contenido de alcano de combustible de avión.